# Maniola leucothoe
Maniola leucothoe är en fjärilsart som beskrevs av Cabeau 1923. Maniola leucothoe ingår i släktet Maniola och familjen praktfjärilar. Inga underarter finns listade i Catalogue of Life.